# Caja Mágica
La Caja Mágica – hala sportowa, znajdująca się w Madrycie. Obecnie swoje mecze rozgrywa tu Real Madryt, a także co roku, odbywa się tu turniej tenisowy Madrid Open.
Arena była gospodarzem MTV Europe Music Awards 2010.
16 listopada 2024 w arenie odbył się 22. Konkurs Piosenki Eurowizji Junior.